# Bijou Geyser
De Bijou Geyser is een geiser in het Upper Geyser Basin dat onderdeel uitmaakt van het Nationaal Park Yellowstone in de Verenigde Staten.
De Bijou Geyser staat in verbinding met de Giant Geyser en de Grotto Geyser. Enkel wanneer deze geisers actief zijn, kan het zijn dat de Bijoe Geyser geen eruptie heeft.